# Franjo Punčec
Franjo Punčec, né le 25 novembre 1913 à Čakovec (à l'époque en Autriche-Hongrie) et mort le 5 janvier 1985 à Johannesburg, est un joueur de tennis yougoslave des années 1930 et 1940.

## Carrière
Franjo Punčec a rencontré ses principaux succès à la fin des années 1930 en se qualifiant pour les demi-finales du tournoi de Roland-Garros et de Wimbledon en 1938 où il est respectivement tête de série n°2 et n°5. En 1939, seulement quart de finaliste aux Internationaux de France dans un tableau assez dévalué, il se reprend en atteignant de nouveau les demi-finales à Wimbledon où il ne perd aucun set contre des adversaires de second rang. Il est néanmoins sévèrement battu par Bobby Riggs (6-2, 6-3, 6-4). À cette époque, il faisait partie des cinq meilleurs joueurs amateurs au monde.
Lors du premier tournoi de Wimbledon d'après-guerre, il parvient à se hisser jusqu'en quart de finale où il s'incline contre Tom Brown (6-2, 8-6, 6-4).
Triple vainqueur des Internationaux de Yougoslavie (1934-1936), il s'est imposé dans plusieurs tournois importants comme à Paris en 1937, Buenos Aires en 1938, Rome en 1940 et Le Caire en 1948.
Avec l'équipe de Yougoslavie de Coupe Davis, il remporte en 1936, aux côtés de Josip Palada, Franjo Kukuljević et Dragutin Mitić, la rencontre face à la France représentée par Marcel Bernard, Bernard Destremau, Jean Borotra et Christian Boussus, s'imposant dans le match décisif contre ce dernier. Il s'inclinent en finale européenne contre l'Allemagne d'Henner Henkel, tout comme en 1938. Ils prennent leur revanche l'année suivante, ce qui leur offre le droit d'affronter les Australiens à Boston où Punčec remporte le seul match de la rencontre face à John Bromwich (6-2, 8-6, 0-6, 6-2). Il est sélectionné une dernière fois en 1946 et participe à un nouveau succès de son équipe contre la France d'Yvon Petra en remportant un simple et un double en cinq sets.
Tout comme Franjo Kukuljević, il émigre en Afrique du Sud à Johannesburg en 1950. Son fils Frank y nait l'année suivante. Frank Punčec a été professionnel au début des années 1980 et s'est classé 179e mondial.

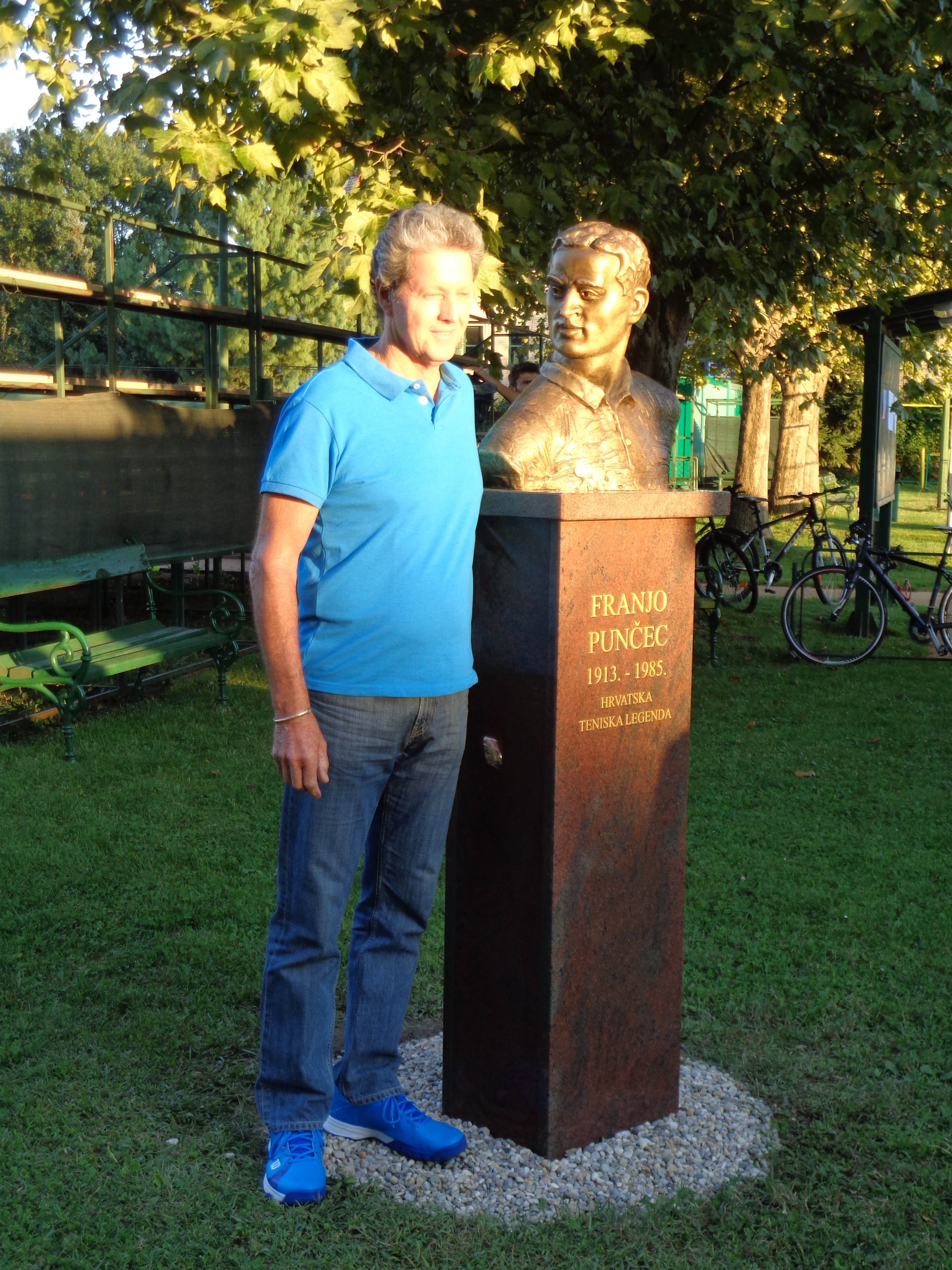
Frank Punčec à côté du buste de son père dans sa ville natale de Čakovec